# Крузе, Макс (скульптор)
Карл Макс Крузе (нем. Carl Max Kruse; 14 апреля 1854[…], Берлин — 26 октября 1942, Берлин) — немецкий скульптор, театральный художник, участник Берлинского сецессиона, член Немецкого союза художников и Королевской академии искусств.

## Биография
Макс Крузе (сын Карла Эдуарда Крузе и Софи Крузе) после окончания средней школы с 1874 по 1877 год учился в архитектурном институте Штутгарта, посещая также художественную школу. С 1877 года он продолжил своё образование в Прусской королевской академии искусств под руководством скульпторов Карла Вольфа и Фрица Шапера. На академической выставке 1881 года за создание статуи «Марафонский вестник победы» Макс Крузе был награждён премией, которая позволила ему совершить две творческие поездки в Рим в 1881 и в 1900 году.
Крузе был также успешным изобретателем, в 1897 году он запатентовал на своё имя устройство для копирования скульптурных работ (нем. Bildhauerkopiergerät) и метод совершенствования литофании. В 1902 году для театрального режиссёра Макса Рейнхардта Макс Крузе как сценограф разрабатывал первые движущиеся декорации с округлым горизонтом и объёмными сменными частями.
В 1907 году Крузе становится профессором Королевской академии искусств, через год вступает в Берлинский сецессион и участвует в работе его правления. А с 1913 года Макс Крузе — действительный член Королевской академии искусств.
По большей части Крузе жил и работал в Берлине, в доме художников имени Св. Луки (нем. Künstlerhaus St. Lukas) на Фазаненштрассе (нем. Fasanenstraße). На первом этаже этого здания располагалось его ателье для скульптуры, а под крышей дома — мастерская для живописных работ. Некоторое время Крузе как педагог проводил учебные занятия по скульптуре в берлинской школе имени Артура Левин-Функе на Кантштрассе (нем. Kantstraße).
Кроме Берлина Крузе нередко жил в Хиддензе, а также в Бад-Кёзене, где в их доме целый этаж был отведен для его объёмных работ и где ему в 1924 году присвоили звание почётного гражданина города.
В 1925 году Макс Крузе публикует свою книгу «Путь к новой форме» (нем. Ein Weg zu neuer Form) о развитии современной скульптуры, в которой он предвосхитил идеи Генри Мура.
Скончался скульптор в 1942 году в Берлине, где и похоронен. Названный Максом в честь отца младший сын (1921—2015) стал успешным писателем, автором детских книг и автобиографической серии семейных историй.

### Семья
В первом браке Макса Крузе с Анной Павел (нем. Anna Pavel) (1884—1888) было двое детей. От второго брака с Гретой Фельдман (нем. Grete Feldmann) родились тоже двое детей.

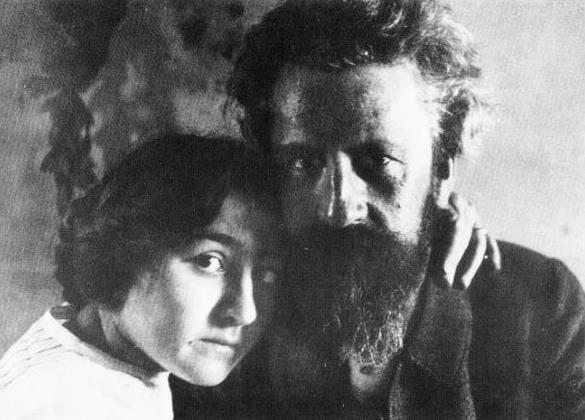
Макс и Катарина в 1908 году

С молодой актрисой Катариной Симон (нем. Katharina Simon) Макс познакомился в 1902 году, когда снова был свободным. Несмотря на вспыхнувшую взаимную любовь и рождение в том же году их первой дочери Марии, оформлять супружеские отношения они не спешили. Во время второй беременности Катарины Макс направил её в швейцарскую Аскону кантона Тичино, где селились фанаты «природного» образа жизни. Там в 1904 году родилась их вторая дочь София. Там же его будущая третья жена Кете Крузе начала создавать своих первых кукол. Официально они только в 1909 году оформили брак, в котором вырастили семерых детей. В третьем браке Макса Крузе родились три дочери — Мария (1902), София (1904) и Йоханна (1909), которую назвали в память о мертворождённом сыне Йохане (1908). Из четырёх сыновей — Михаэль (1911), Йохен (1912), Фридебальд (1918) и Макс (1921) — двое погибли на войне: в 1943 году Йохен, а в 1944-м Фридебальд.

## Работы
Крузе создавал в своём ателье на Фазаненштрассе статуи, групповые композиции и множество портретных бюстов.

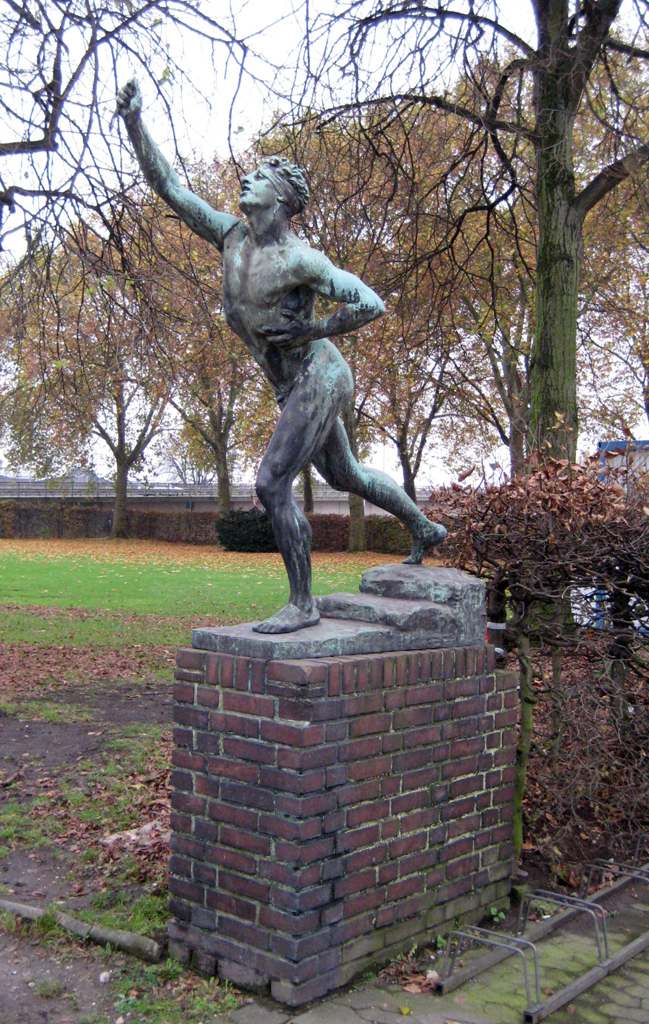
Вестник победы в Крефельде
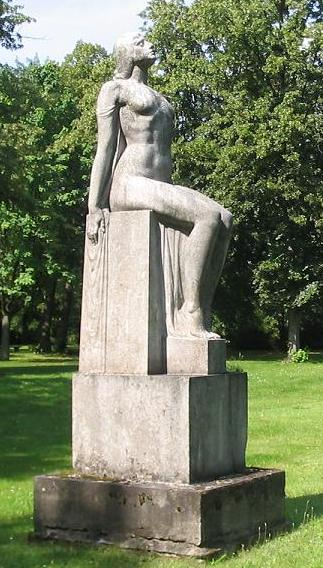
Персефона в Нойкёльне
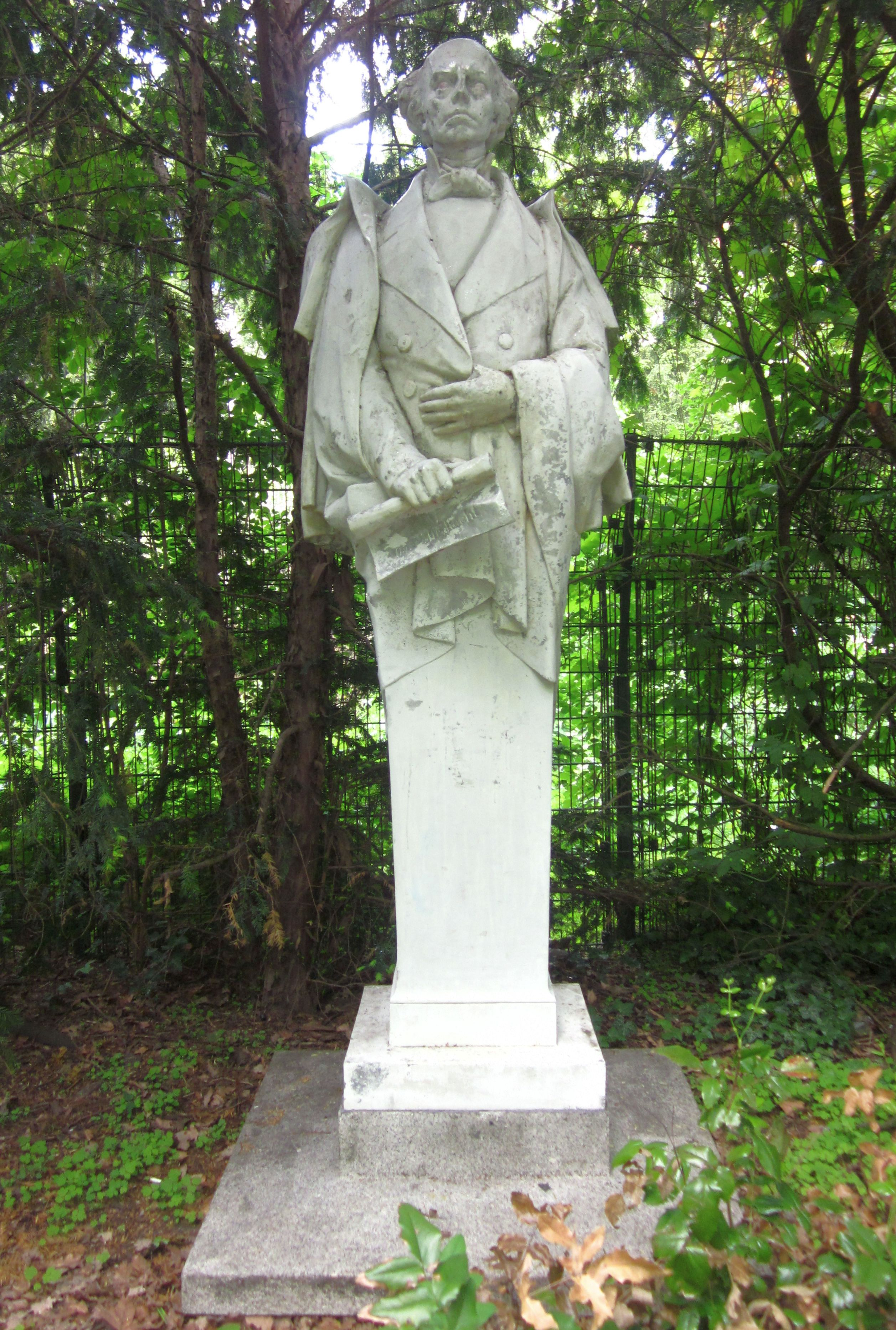
Герма Уланда в Кройцберге

Известные скульптуры Макса Крузе (выборочно):
- «Марафонский вестник победы» (нем. Der Siegesbote von Marathon), 1881, оригинал находится в Старой национальной галерее, копии — в берлинском Театре Запада[нем.] и в Крефельде. Бронзовые копии этой скульптуры разного размера наиболее часто воспроизводились в конце XIX — начале XX века.
- Бюст Фридриха Ницше и герма Людвига Уланда для берлинского Виктория парка[нем.], 1900, оригинал находится в берлинской гимназии имени Лейбница[нем.].
- Множество фигур на фронтонах берлинского Театра Запада[нем.].
- Персефона на кладбище в Нойкёльне, 1915.
- Групповой портрет «Ева и Пётр Крузе», 1890.
- Скульптурная композиция «Юная любовь», 1895/1897.